# پویا نزهتی
پویا نزهتی (زاده ۱۸ خرداد ۱۳۶۴ - رشت) بازیکن فوتبال ایرانی است. وی در تیم فوتبال باشگاه فوتبال سپیدرود رشت  بازی می‌کند.